# Antoni Roma i Junoy
Antoni Roma i Junoy   (c. 1930 - Vic, 26 de maig de 2009), més conegut com a Portús, fou un mecànic català de renom dins el sector de la motocicleta, especialment pel que fa a la preparació de models de competició, tant en velocitat com en resistència i trial (camp, aquest, en què ha estat considerat un dels tècnics més importants). Fruit dels seus coneixements en la matèria, les motocicletes que preparava al seu taller de Vic, Motos Portús, incorporaven innovacions que sovint eren adoptades pels fabricants. Montesa va arribar a comercialitzar alguns models inspirats en les seves realitzacions, com ara la Cota 172 (basada en una Cota 123 millorada per Portús) o la Cota 242 (inspirada en la Cota 200 que havia projectat).

## Realitzacions
Entre altres realitzacions seves en el sector de les motos de carretera, són recordades la preparació de la Montesa 250 cc bicilíndrica, dissenyada pels germans Villa, que posà a punt per als pilots Salvador Cañellas i Benjamí Grau a mitjan dècada de 1960. Preparà també diverses OSSA de velocitat i arribà a desenvolupar un motor propi de 250 cc. Les seves preparacions de ciclomotors Montesa varen ser abundants. Darrerament, s'havia especialitzar en la restauració i preparació de motos clàssiques.
Portús és recordat sobretot per les seves preparacions de models Montesa de trial. Va desenvolupar prototipus com ara la Cota 349 amb monoamortidor i motor de quatre temps de fabricació pròpia, o la Cota 330 amb què Josep Arcarons es proclamà campió d'Espanya de clàssiques el 2008.